# Sassenrath (Rheurdt)
Sassenrath ist ein östlicher Ortsteil der Gemeinde Rheurdt im nordrhein-westfälischen Kreis Kleve. Der Ort liegt an den Gemeindegrenzen zu Kamp-Lintfort und Neukirchen-Vluyn. Durch Sassenrath fließt die Nenneper Fleuth, ein Nebengewässer der Issumer Fleuth. Sassenrath ist eine der ältesten Ansiedlungen im Gemeindegebiet und gehörte schon im 14. Jahrhundert zur Honschaft Rheurdt.
Der Mühlengraben der ehemaligen Wassermühle ist seit 1986 ein Bodendenkmal.
Sassenrath liegt zwischen der B 510 und der Landesstraße L 474. Die nächsten Anschlussstellen sind Neukirchen-Vluyn an der A 40 und Moers-Hülsdonk an der A 57.
Koordinaten: 51° 28′ 28,2″ N, 6° 29′ 19,6″ O